# 芸濃町
芸濃町（げいのうちょう）は、三重県安芸郡にあった町。2006年1月1日（旧）津市等10市町村で合併し、津市となり廃止した。

## 地理

### 隣接していた自治体
- 伊賀市
- 津市
- 亀山市
- 安濃町
- 美里村

## 歴史
- 1956年（昭和31年）9月30日 - 河芸郡椋本村・明村・安濃郡安西村・雲林院村・河内村が合併して発足。所属郡は新設の安芸郡となる。
- 2006年（平成18年）1月1日 - 津市・久居市・安芸郡河芸町・美里村・安濃町・一志郡香良洲町・一志町・白山町・美杉村と合併し、改めて津市が発足。同日芸濃町廃止。

## 行政
芸濃町役場（現・津市芸濃庁舎）は2004年（平成16年）度に竣工した。6kmしか離れていない安濃町役場（現・津市安濃庁舎）も2005年（平成17年）度に建設されたため、合併前の「駆け込み事業」として両町は非難を浴びた。
- 町長 横山雅宏

## 経済

### 本社を置いていた企業
- ミスタージョン株式会社（2006年4月にコメリに吸収合併）

## 教育

### 中学校
- 芸濃町立芸濃中学校

### 小学校
- 芸濃町立明小学校
- 芸濃町立安西小学校
- 芸濃町立雲林院小学校
- 芸濃町立椋本小学校

## 交通

### 鉄道
町内に鉄道路線は存在しないが、1944年までは津の新町までを結ぶ安濃鉄道線が存在した。

### 道路
高速道路
- 伊勢自動車道
  - 芸濃IC
  - 伊勢関IC
- 東名阪自動車道
  - 伊勢関IC

## 観光
- 石山観音

## 著名な出身者
- 藤崎弘士（NHKアナウンサー）